# Cabrito al pastor
El cabrito al pastor es un platillo tradicional del noreste de México, conocido por su preparación al fuego utilizando técnicas de asado primitivas.

## Historia
Existen diversos mitos sobre su origen, algunos de los cuales lo vinculan con influencias sefardíes, atribuyendo su llegada a los primeros colonizadores del noreste mexicano, quienes presuntamente habrían introducido elementos de la gastronomía criptojudía para enseñarles a los indígenas tlaxcaltecas. Otros relatos populares mencionan la historia de un pastor que cocinó una cría de cabrito con los recursos disponibles tras la muerte del animal. No obstante, más allá de estos mitos, el cabrito al pastor tiene su base en una técnica de asado antigua, de campo y universal.
La historiadora Blanca Estela Sánchez Orozco documentó esta técnica de asado por primera en México en Huichapan, Hidalgo, en 1531, y menciona que historiadores como Israel Cavazos Garza también han señalado a Huichapan como el lugar donde se originó esta práctica. Se sugiere que los pastores de la región huichapense fueron los primeros en introducir el ganado menor en el noreste de México.

## Origen
La técnica empleada para este platillo, es conocida como "a la estaca" o "a la cruz", destaca por su simplicidad y eficacia en contextos de limitados recursos, lo que la convirtió en una práctica común entre pastores transeúntes en México. Esta técnica primitiva resultó más adecuada para los pastores que recorrían diversas regiones del país, Cómo Querétaro, Huichapan y el noreste de México. Con el tiempo, esta forma de cocción se consolidó como un método característico en regiones como Coahuila, Nuevo León, Tamaulipas, Zacatecas, San Luis Potosí y Durango. 
El cabrito se consolidó como el ganado predominante en el noreste de México debido a su adaptación a las condiciones del desierto y semidesierto, además de su carne suave y su sabor distintivo al ser cocinado a las brasas

fritada de cabrito

En la gastronomía norestense también destacan otros platillos elaborados con cabrito, como el cabrito en salsa de tomate y la fritada de cabrito. La técnica "a la estaca" o "a la cruz", también ha sido adoptado en diversas regiones de Sudamérica, como Argentina, Chile, Paraguay y Uruguay, donde la ganadería transeúnte ha desempeñado un papel fundamental en la cultura local.

## Preparación Regional en el Noreste de México

### Preparación del cabrito al pastor (al carbón)
El cabrito al pastor, típico de la cocina neoleonesa, es un platillo tradicional que se asa al carbón, empleando cabrito joven. Su preparación se realiza de la siguiente manera:

#### Ingredientes y preparación previa
1. Selección del cabrito: Se utiliza un cabrito de entre 30 y 45 días de edad, conocido por su carne tierna y sabor suave.
2. Preparación del cabrito: Se abre al cabrito a canal (desde la quijada hasta la parte trasera) para limpiarlo a fondo. Se retiran cuidadosamente las entrañas y se enjuaga bajo agua fría.
3. Marinado simple: Después de la limpieza, el cabrito se sumerge en una solución de agua con sal durante unos 30 minutos. En algunas variantes, se le puede añadir ajo machacado y jugo de limón para potenciar el sabor, aunque tradicionalmente no se emplean marinados complejos.

#### Preparación de las brasas
1. Carbón: Se utiliza preferiblemente carbón de mezquite, ya que otorga un sabor distintivo a la carne. El carbón se distribuye uniformemente en la parrilla o asador.
2. Encendido y control del calor: El carbón debe encenderse y dejarse hasta que las brasas estén bien formadas, evitando que la llama directa queme la carne. Las brasas deben mantenerse a temperatura constante durante todo el proceso de cocción.

#### Cocción del cabrito
1. Ensamble en la varilla: El cabrito se monta en una varilla de acero, sin necesidad de cruceta. Esta técnica permite girar el cabrito con facilidad para asegurar una cocción uniforme.
2. Asado lento: El cabrito se coloca sobre las brasas a una distancia prudente para evitar que se queme. Durante el asado, se gira de manera continua, asegurando que la cocción sea pareja en todos sus lados.
3. Duración de la cocción: El proceso de asado toma alrededor de dos horas, dependiendo del tamaño del cabrito y del calor de las brasas. El objetivo es lograr una carne dorada por fuera, pero jugosa y tierna por dentro.

#### Presentación y acompañamientos
Una vez cocido, el cabrito se retira de la varilla y se corta en porciones, generalmente en cuartos. Se sirve tradicionalmente con tortillas de harina, frijoles charros o a la charra, y salsas frescas como la salsa de molcajete o salsa borracha. Algunos también lo acompañan con cebolla asada y guacamole.

#### Variantes
Aunque la receta clásica no incluye marinados elaborados, algunas versiones modernas del cabrito al pastor pueden incorporar especias y hierbas adicionales al proceso de cocción para personalizar el sabor.